# Nettoyage à sec (film)
Pour les articles homonymes, voir Nettoyage à sec (homonymie).
Pour plus de détails, voir Fiche technique et Distribution.
Nettoyage à sec est un film français réalisé par Anne Fontaine sorti en 1997.

## Synopsis
Jean-Marie et son épouse Nicole tiennent depuis quinze ans un pressing en centre ville de Belfort. Quinze ans d'amour et de fidélité, sans vacances, sans sorties... Et puis un soir tout va basculer. Sur la scène d'une boîte de nuit, un jeune garçon plutôt troublant fait un numéro de travesti avec sa sœur. Il s'appelle Loïc et séduit immédiatement le couple, qui s'accordait sa première sortie depuis longtemps. Alors commence pour Nicole et Jean-Marie une nouvelle vie, entre nettoyage de jour et dérapage de nuit, juste pour le plaisir de sensations fortes, pour le frisson...

## Fiche technique
- Titre : Nettoyage à sec
- Réalisation : Anne Fontaine
- Scénario : Anne Fontaine et Gilles Taurand
- Musique : Patrice Renson
- Photographie : Caroline Champetier
- Montage : Luc Barnier
- Production : Philippe Carcassonne pour Ciné@, Alain Sarde pour Les Films Alain Sarde
- Durée : 97 minutes (1h37)
- Dates de sortie : 4 septembre 1997 (Mostra de Venise), 24 septembre 1997 (France), 1er octobre 1997 (Belgique)

## Distribution
- Miou-Miou : Nicole
- Charles Berling : Jean-Marie
- Stanislas Merhar : Loïc
- Mathilde Seigner : Marilyn
- Michel Bompoil
- Gérard Blanc : Bertrand